# Debora Ascarelli

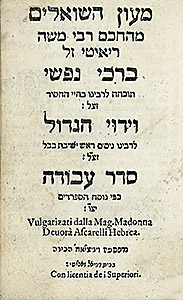
Copertina del testo in italiano ed ebraico ad opera di Devorà Ascarelli

Debora Ascarelli (variante del nome: Devorà o Devora; variante del cognome: Ascariel; Roma, ... – Roma, ...; fl. XVI-XVII secolo) è stata una traduttrice e poetessa italiana, considerata la prima donna ebrea che abbia pubblicato propri scritti.

## Biografia
Nacque a Roma nella prima metà del XVI secolo. Non è noto il suo nome da nubile, anche se qualcuno ipotizza fosse una Ascarelli, cugina del suo futuro marito. Sposò infatti Jospeli (o Giuseppe) Ascarelli, che era il capo della comunità ebraica catalana locale, posizione che influì sulla notorietà della moglie. 
Si distinse per le sue traduzioni dall'ebraico all'italiano; era già nota intorno al 1540 per la traduzione dell'opera poetica Ma'on Ha'shoalim ("Abitacolo degli Oranti") del rabbino Mosè da Rieti. 
Le sue traduzioni furono raccolte nel 1601/1602 a Venezia in un volume intitolato a seguito dell'opera succitata e che conteneva anche due poesie originali della donna, di contenuto religioso, ispirate al modello della poesia di Petrarca.
Alla luce della sua popolarità, sue altre opere sono andate probabilmente perdute.
Morì a Roma tra i settanta e gli ottant'anni di età, tra la fine del secolo e l'inizio del successivo.

## Opere
La raccolta dei suoi lavori contiene le seguenti traduzioni:
- L'Abitacolo degli Oranti (Ma'on ha-Sho'alim), poema liturgico di Mosè da Rieti (in rime italiane)
- Benedici il Signore o anima mia (Barekhi Nafshi), preghiera di rito romano di Bechajè il Pio (in prosa)
- La Grande Confessione del rabbino Nissim (in prosa)
- una avodah (preghiera) per lo Yom Kippur sefardita;

due sonetti originali di Ascarelli:
- Il Ritratto di Susanna, basato sul testo apocrifo ebreo su Susanna e gli anziani del libro di Daniele
- Quanto è in me di Celeste;

infine Ape, ingegnosa voli, poesia anonima dedicata ad Ascarelli, probabilmente attribuibile al rabbino David Della Rocca.
I componimenti liturgici erano con testo a fronte in ebraico ed erano probabilmente concepiti per l'uso liturgico in occasione della festa dello Yom Kippur.
La critica più recente connota l'autrice del Ritratto di Susanna come «paladina delle donne ebree», in quanto il testo combatteva i pregiudizi verso il suo genere, che si rinfocolavano nel periodo della Controriforma, mettendo in rilievo le virtù femminili di coerenza, integrità e fedeltà.